# 下车镇 (灌云县)
下车镇是中华人民共和国江苏省连云港市灌云县下辖的一个镇。
2013年1月6日，江苏省人民政府批复同意撤销下车乡、白蚬乡，将原下车乡和白蚬乡所辖区域合并，设立下车镇，镇政府驻原下车乡下车村。

## 行政区划
下车镇下辖以下村级行政区划单位：
印庄村、下车村、岳河村、刘圩村、长春村、席圩村、沙行村、前门村、上车村、董跳村、柴市村、仲集村、顾圩村、林庄村、青山村、彭渡村、胡圩村、仲集苗圃生活区、陈庄村、德兴村、大兴村、费庄村、恒春村、高河村、张庄村、长兴村、赵跳村、青龙村、楼庄村、黄荡村、茆庄村、唐跳村和徐圩村。